# Federação Egípcia de Voleibol
A Federação Egípcia de Voleibol  (em inglêsːEgyptian Volleyball Federation, EVBF) é  uma organização fundada em 1947 que governa a pratica de voleibol no Egito, sendo membro da Federação Internacional de Voleibol e da Confederação Africana de Voleibol, a entidade é responsável por  organizar  os campeonatos nacionais de  voleibol masculino e feminino no país.